# Christmaseilanddwergsalangaan
De Christmaseilanddwergsalangaan (Collocalia natalis) is een vogel uit de familie Apodidae (gierzwaluwen). Het is een endemische vogelsoort van Christmaseiland. De vogel werd in 1889 door Joseph Jackson Lister als aparte soort beschreven, maar later meestal opgevat als een ondersoort van de witbuikdwergsalangaan (C. esculenta). In 2017 gepubliceerd moleculair genetisch onderzoek pleitte weer voor een status als aparte soort.

## Herkenning
De vogel is 9 cm lang. De vogel lijkt sterk op de westelijke dwergsalangaan. Kenmerkend voor deze ondersoort is een beetje wit op de stuit. 

## Verspreiding en leefgebied
De vogel komt alleen voor op Christmaseiland (135 km2) waar de vogel meestal boven het tropisch regenwoud vliegend wordt waargenomen. Deze gierzwaluwen broeden in spleten en holen van kalksteenkliffen. 